# Daniel McLay
Daniel McLay (Wellington, Nueva Zelanda, 3 de enero de 1992) es un ciclista británico que desde 2025 corre para el equipo Team Visma | Lease a Bike.

## Palmarés
2011
- Gran Premio Waregem

2012
- De Drie Zustersteden

2014
- 1 etapa del Tour de Normandía
- 1 etapa de la París-Arrás Tour
- 1 etapa del Tour del Porvenir

2015
- 1 etapa de la Tropicale Amissa Bongo

2016
- Gran Premio de Denain
- Gran Premio del Somme

2017
- Trofeo Palma
- Tour de Eurométropole[1]

2018
- 1 etapa del Circuito de la Sarthe

2019
- 1 etapa del Herald Sun Tour
- 1 etapa del Tour de Guangxi

2020
- 2 etapas de la Vuelta a Portugal

## Resultados en Grandes Vueltas
| Carrera | Carrera         | 2015 | 2016  | 2017 | 2018 | 2019 | 2020 | 2021 | 2022  | 2023 | 2024  |
| ------- | --------------- | ---- | ----- | ---- | ---- | ---- | ---- | ---- | ----- | ---- | ----- |
|         | Giro de Italia  | —    | —     | —    | —    | —    | —    | —    | —     | —    | —     |
|         | Tour de Francia | —    | 170.º | Ab.  | —    | —    | —    | Ab.  | —     | —    | 136.º |
|         | Vuelta a España | —    | —     | —    | —    | —    | —    | —    | 120.º | —    | —     |

—: no participa

Ab.: abandono

## Equipos
- Bretagne/Fortuneo (2015-2017)
  - Bretagne-Séché Environnement (2015-06.2016)
  - Fortuneo-Vital Concept (06.2016-07.2017)
  - Fortuneo-Oscaro (07.2017-12.2017)
- EF Education First (2018-2019)
  - EF Education First-Drapac (2018)
  - EF Education First Pro Cycling Team (2019)
- Arkéa[2] (2020-2024)
  - Arkéa Samsic (2020-2023)
  - Arkéa-B&B Hotels (2024)
- Team Visma | Lease a Bike (2025-)